# Departamento de Segurança Pública do Novo México
O Departamento de Segurança Pública do Novo México (em inglês:  New Mexico Department of Public Safety) (NMDPS) é um Departamento de Gabinete do Governo do Novo México. O NMDPS é responsável pelos serviços de aplicação da lei em todo o estado, treinamento, resposta a desastres e emergência. O NMDPS também fornece comunicações técnicas e suporte forense para o público e outras agências de aplicação da lei. O NMDPS tem o dever de fornecer proteção e segurança ao governador e ao vice-governador.
O Departamento é liderado pelo Secretário de Gabinete de Segurança Pública. O secretário de gabinete é nomeado pelo governador, com a aprovação do Senado do Estado do Novo México, para servir a seu bel-prazer.